# Румейкі (Великопольське воєводство)
Румейкі (пол. Rumiejki, нім. Adlig Rumiejki) — село в Польщі, у гміні Сьрода-Велькопольська Сьредського повіту Великопольського воєводства.
У 1975-1998 роках село належало до Познанського воєводства.